# Тайваньская выставка 1935 года
Тайваньская выставка: В ознаменование первых сорока лет колониального правления (яп. 台湾博覧会, кит. 始政四十周年記念臺灣博覽會) — выставка, проводившаяся в 1935 году на Тайване, который в то время был колонией Японии. Целью выставки была пропаганда достижений колониальной японской администрации в области экономического, социального и культурного развития Тайваня.

## История
Выставка проводилась по инициативе администрации японского генерал-губернатора Тайваня при участии представителей бизнес-элиты. Выставка проходила с 10 октября по 28 ноября 1935 года. В общей сложности её посетило около миллиона человек.

## Описание
Выставка проходила на четырёх разных площадках в городе Тайхоку, нынешнем Тайбэе, и его окрестностях.
Площадка в районе Симэньдин занимала площадь 4,29 га. Здесь были размещены павильоны, посвящённые экономике Тайваня: гражданскому строительству, транспорту, сахарной промышленности, горной промышленности и лесному хозяйству. Здесь же находились павильоны Кореи и Маньчжурии, которые в то время были колонией Японии и зависимым от неё государством.
Самая большая выставочная площадка, занимавшая площадь 7,93 га, располагалась в Новом парке Тайхоку (ныне — Мемориальный парк мира 228), в том числе — в помещениях Губернаторского музея Тайваня (ныне — Национальный музей Тайваня). Размещённые здесь экспозиции были посвящены социальному и культурному прогрессу Тайваня под японской властью, включая образование и здравоохранение.
Экспозиции, посвящённые природе и туризму Тайваня, были размещены в Бэйтоу, курорте на горячих источниках (ныне — район в составе агломерации Тайбэя). В частности, здесь был представлен план создания Национального парка Датун (ныне — национальный парк Янминшань), первого национального парка Тайваня, созданного во время японской оккупации и открытого в 1937 году.
В районе Датун находился Южный павильон, посвящённый тихоокеанскому региону и японской экспансии
.